# Abak
Abak es una localidad del estado de Akwa Ibom, en Nigeria, con una población estimada en marzo de 2016 de 195 400 habitantes.
Se encuentra ubicada al sureste del país, en la zona del delta del Níger, junto a la costa del golfo de Guinea y la frontera con Camerún.